# Ludomir Junosza-Stępowski
Ludomir Junosza-Stępowski (ur. ok. 1850, zm. ok. 1918) – generał major piechoty Armii Imperium Rosyjskiego.
Oficer zawodowy rosyjskiej piechoty. Jako dowódca pułku walczył w wojnie rosyjsko-japońskiej 1904-1905 na Froncie Mandżurskim. Od 1910 w stanie spoczynku. W 1911 publikował w Tygodniku Ilustrowanym wspomnienia z wojny japońsko-rosyjskiej. Był zastępcą naczelnika Komitetu Organizacyjnego Legionów Polskich, formowanych u boku wojsk rosyjskich w 1915 roku. 
Po rozpadzie Imperium Rosyjskiego w 1917 deklarował się jako polski patriota i poparł starania Związku Wojskowych Polaków o tworzenie jednostek Wojska Polskiego w Rosji.